# Стороженко, Николай Андреевич
Николай Андреевич Стороже́нко (укр. Микола Андрійович Стороженко; 1928—2015) — советский и украинский  художник. Народный художник Украины (1997). Академик Национальной академии искусств Украины (2000).

## Биография
Родился 24 сентября 1928 года в селе Вязовое (Конотопский район, Сумская область, Украина). В 1956 году окончил КГХИ, где учился на живописном факультете у С. А. Григорьева, М. А. Шаронова, Т. Н. Яблонской.
Работал в области станковой и монументально-декоративной живописи, книжной графики. Произведения: станковая живопись — «Первые всходы. Агроном» (дипломная работа, 1956), «Березки» (1964), «Мать» (1992), «Орфей и Эвридика» (1992—1993), «Сын Божий» (1994); монументально-декоративное искусство (мозаики) — «Киево-Могилянская академия XVII-XVIII вв.» и «Львовское ставропигиное братство XVI—XVIII ст.», Киев (1969), «Озаренные светом», Киев (1979—1981), «Украина скифская. Эллада степная», Лазурное Крымской Автономной Республики (1990—1992), росписи церкви Николы Притиска в Киеве (1997—2000); книжная графика — «Гуси-лебеди» М.Стельмаха (1966), «В катакомбах» Л. Украинки (1971), «Фата моргана» М.Коцюбинского (1977), «Болгарские народные сказки» (1979), «Украинские народные сказки» (1981—1985), панно «Озаренные светом» (1981, Институт физики АН УССР), плафон «Т. Шевченко и мир» (1988), мозаика «Свет свободы» (1989, обе — Киевский музей Т. Г. Шевченко), мозаика «Украинская скифия» (1990—1991), иллюстрации к «Кобзарю» Т. Г. Шевченко (2004, 42 иллюстрации, работал над ними на протяжении 20 лет) и другие.
С 1973 года — на педагогической работе в Национальной академии изобразительного искусства и архитектуры, с 1989 года — профессор на кафедре живописи и композиции; в 1993 году возглавил новосозданную учебно-творческую мастерскую живописи и храмовой культуры. Академик Национальной академии искусств Украины.
Рассуждая о собственной стране, художник говорил, что с наступлением независимости Украина стала осязаемой для ее граждан, а не частью империи, как раньше. Он утверждал, что ми становимся мудрее от учения Ярослава Мудрого, восхищаемся подвигами наших гетманов и гордимся тем, что первая демократическая конституция Орлика создана именно в наше й стране. Он также вспоминал и культуру шестидесятников, которые положили свою жизнь в лагерях Воркуты и Сибири на алтарь независимости Украины, потом был референдум о независимости и конституционная ночь 1996 года. И это всё, художник утверждал, не абстрактная, а живая история ценностей, в единстве прошлого, умноженного на государство будущего.
Умер 15 апреля 2015 года в Киеве.

## Награды и звания
- заслуженный деятель искусств Украинской ССР (1985)
- народный художник Украины (1997)
- Государственная премия УССР имени Т. Шевченко (1988) за иллюстрации к книгам «Фата Моргана», «Иванко и Чугайстер» М. М. Коцюбинского, «Среди степей. День на пастбище» Панаса Мирного, «Сонеты» И. Я. Франко, «Украинские народные сказки», «Болгарские народные сказки»
- орден «За заслуги» ІІІ степени (2004)[3]
- орден князя Ярослава Мудрого V степени (2008)[4]